# Hagnauer Museum
Das Hagnauer Museum in Hagnau am Bodensee zeigt Dokumente, Bilder und Bücher der überregional bekannten Personen, die sich für den Ort engagiert oder sich mit ihm verbunden gefühlt haben. Ferner werden besondere Phasen dokumentiert, die für das Dorf von Bedeutung waren. Die Zeit der Pfahlbauten, die Hagnau vorgelagert waren, sowie die Prozessionen mit der Büste des heiligen Johannes zwischen Hagnau und Münsterlingen über den zugefrorenen Bodensee beim Jahrhundertereignis der Seegfrörne.

## Lage
Das Hagnauer Museum befindet sich in Hagnau am Bodensee gegenüber dem Winzerverein Innerhalb des ehemaligen Klosterhofs (Hofmeisterei) des Benediktinerklosters Weingarten, dem heutigen Bürger- und Gästehaus. Es liegt im Erdgeschoss und ist in mehreren ehemaligen Klosterräumen untergebracht. Pro Thema ist ein Raum vorgesehen. Sonderausstellungen finden statt.

## Berühmte Söhne und Bürger
Folgende Persönlichkeiten werden im Hagnauer Museum in ihrem Wirken und ihren Werken gewürdigt:
Der Maler Reinhard Sebastian Zimmermann (* 1815, † 1893), der in Hagnau geboren wurde und dort 1878 am See sein immer noch erhaltenes Sommerhaus, das "Malerhäusle", baute. Von ihm und seinen Söhnen Ernst (* 1852, † 1901) und Alfred (* 1854, † 1910) und seinem Enkel Ernst Reinhard (* 1881, † 1939), alles geschätzte Maler ihrer Zeit, werden mehrere Gemälde gezeigt.
Der Pfarrer Heinrich Hansjakob (* 1837, † 1916) war ein sozialkritischer Schriftsteller und Gründer der ältesten badischen Winzergenossenschaft in Hagnau am Bodensee. Die Bücher, Erzählungen, Reiseerinnerungen, Predigten und politischen Schriften von Heinrich Hansjakob werden hier ausgestellt. Besonders wird eingegangen auf seine Beschreibung der Hagnauer Tracht und die Schilderungen der Arbeitsbedingungen von Fischern und Rebleuten. Die Bedeutung seines breitkrempigen Heckerhutes als Symbol freiheitlichen Denkens und Handelns wird erläutert.
Der Maler Julius Bissier (* 1893, † 1965), der die Zeit von 1939 bis 1969 in Hagnau am Bodensee verbrachte. Das war die Zeit während des Ausstellungsverbots 1933 bis 1945 und nach dem Zweiten Weltkrieg. Von ihm sind mehrere ungegenständliche Tusche-Bilder mit geometrischen Mustern ausgestellt. Einige seiner geometrischen Muster wurden von seiner Frau Lisbeth in Webarbeiten umgesetzt.

## Besondere Phasen in der Ortsgeschichte
Für die Dokumentation der Pfahlbauten im Seegelände vor Hagnau wurden kontinuierlich vom Hagnauer Fridolin Knoblauch behauene Steinwerkzeuge und bronzezeitliche Fundstücke (z. B. Lanzenspitze, Fabelwesen) gesammelt und zur Verfügung gestellt.
Die Entstehung des Brauchs der Eisprozession über den zugefrorenen Bodensee beim Jahrhundertereignis der Seegfrörne mit der Büste des heiligen Johannes geht laut Unterlagen des Museums auf den 17. Februar 1573 zurück, als das Bildnis des heiligen Johannes vom schweizerischen Münsterlingen nach Hagnau getragen wurde. Danach folgten nach den Unterlagen die weiteren Prozessionen: 1684 von Hagnau nach Münsterlingen, am 6. Februar 1830 von Münsterlingen nach Hagnau. (Am 7. Februar 1880 wurde die Eisprozession behördlich untersagt, aber einige Hagnauer Männer wagten sich dennoch über den See). Am 12. Februar 1963 holten rund 3000 Münsterlinger die Büste von Hagnau nach Münsterlingen.

## Vernetzung des Museums
Das Hagnauer Museum wird vom Deutschen Literaturarchiv Marbach, Arbeitsstelle für literarische Museen, Archive und Gedenkstätten in Baden-Württemberg, gefördert.
Am 31. Januar 2007 erhielt das Museum den Preis „Vorbildliches Heimatmuseum“.

## Sonderausstellungen im Hagnauer Museum
- 5. Mai bis 20. Oktober 2024: DAS Maler-GEN, Drei Generationen der Malerfamilie Zimmermann, Hagnau-München
- 14. Mai bis 22. Oktober 2023: Faszination Wasser. Eine Kunstausstellung von Rosa Lachenmeier, Basel.[1]
- 6. Mai bis 28. Oktober 2018: Die Rätsel der Madonna – auf Spurensuche bei Meister Stefan Lochner.
- 1. Juni bis 4. Oktober 2015: Julius und Lisbeth Bissier. Die Hagnauer Zeit 1939–1961.
- 2013: Über eisige Grenzen. Seegfrörne vor 50 Jahren.[2]